# Vilamar e Corticeiro de Cima
Vilamar e Corticeiro de Cima (oficialmente: União das Freguesias de Vilamar e Corticeiro de Cima) é uma freguesia portuguesa do município de Cantanhede, com 11,05 km² de área e 1363 habitantes (censo de 2021). A sua densidade populacional é 123,3 hab./km².
A sua população distribui-se por cinco lugares: Cabeço Redondo, Corticeiro de Cima, Quinta, Vale do Corticeiro e Vilamar.

## História
A sede da freguesia foi conhecida até à década de 30 do século XX como Escumalha, teve a sua origem na segregação que sofreram os judeus e cristãos novos que por toda aquela zona se fixaram com especial relevância nesta terra de gândaras e pinhal situada entre as encostas pedregosas de Cantanhede e a costa.
A freguesia era parte integrante duma "vigararia da apresentação da mitra de Coimbra." A setença eclesiástica de 1791 referenciava esta aldeia gandarêsa como fazendo parte da freguesia de Febres, nesse mesmo ano constitutida e desanexada da de Covões.
Quanto ao lugar do Corticeiro de Cima, não se conhece muito sobre as suas origens. Apesar de não serem muito antigas, já em 1758 aparecem referenciadas as localidades de Corticeiro Grande e Corticeiro Pequeno, com 25 fogos cada, sendo apenas suplantadas, na Freguesia de Febres, pelas localidades da Fontinha e Boeiro, nome originário de Febres. De acordo com o "Livro do Tombo da Vila de Cantanhede do Excelentíssimo Marquês de Marialva", um pouco mais atrás, em 1683, o Corticeiro Grande tinha então 16 cabeças e o Corticeiro Pequeno oito.
Várias são as tentativas que explicam a origem do topónimo Corticeiro. De acordo com alguns, aventa-se a hipótese, ainda que muito remota, de que alguns habitantes de Cortiçõ ou Cortiçóo, povoação já existente no reinado de D. Afonso Henriques (1146) e com carta de foral de 1216, viessem, por quaisquer razão, habitar estas terras gandaresas à beira-mar, tendo-se fixado na freguesia actual. Por serem de Cortiçô os vizinhos terão começado por lhes chamar de corticeiros, dando assim o nome à povoação. O mais óbvio e talvez provável é, como o próprio nome indica, que este núcleo populacional tivesse começado, em tempos remotos, com gente que se dedicasse ao trabalho da cortiça, ainda que esta não fosse assim tão abundante na região.
Existia, no que é hoje o centro da aldeia, uma capela ao estilo barroco e originalmente dedicada a São Bartolomeu. Como freguesia eclesiástica, o Corticeiro de Cima começou a sua existência em 27 de Março de 1915 por desmembramento da Paróquia de Febres. A sua formação inicial abarcava as populações de Corticeiro de Cima, Carapelhos, Cabeço Redondo, parte dos Leitões e parte do Corticeiro de Baixo (ambos lugares do concelho de Mira), e a parte oeste de Vilamar, incluindo a sua igreja velha. Com a criação da paróquia de Vilamar, o território paroquial foi reajustado, perdendo os Leitões e a parte ocidental de Vilamar. O órago actual da igreja paroquial é Nossa Senhora dos Remédios. O Corticeiro de Cima fora elevado à categoria de freguesia por lei de 4 de Outubro de 1985, mas extinta em 2013, no âmbito de uma reforma administrativa nacional, tendo sido agregada à freguesia de Vilamar, para formar uma nova freguesia denominada União das Freguesias de Vilamar e Corticeiro de Cima.
Depois da instituição da freguesia religiosa de Vilamar em 1971, seguiu-se a freguesia civil, por despacho de 12 de julho de 1986, emanado da Assembleia da República e reconstituída em 2013 no âmbito de uma reforma administrativa nacional, pela agregação das antigas freguesias de Vilamar e Corticeiro de Cima. A sede é Vilamar, local da Junta e Assembleia de Freguesia. A freguesia tem igualmente uma sucursal no lugar do Corticeiro de Cima.

## Demografia
A população registada nos censos foi:
| Distribuição da População por Grupos Etários | Distribuição da População por Grupos Etários | Distribuição da População por Grupos Etários | Distribuição da População por Grupos Etários | Distribuição da População por Grupos Etários | Distribuição da População por Grupos Etários |
| -------------------------------------------- | -------------------------------------------- | -------------------------------------------- | -------------------------------------------- | -------------------------------------------- | -------------------------------------------- |
| Antes da agregação                           |                                              |                                              |                                              |                                              |                                              |
| Ano                                          | 0-14 anos                                    | 15-24 anos                                   | 25-64 anos                                   | >= 65 anos                                   | Total                                        |
| 2001                                         | 234                                          | 253                                          | 775                                          | 366                                          | 1628                                         |
| 2011                                         | 178                                          | 154                                          | 755                                          | 414                                          | 1501                                         |
| Após a agregação                             |                                              |                                              |                                              |                                              |                                              |
| Ano                                          | 0-14 anos                                    | 15-24 anos                                   | 25-64 anos                                   | >= 65 anos                                   | Total                                        |
| 2021                                         | 150                                          | 103                                          | 654                                          | 456                                          | 1363                                         |

## Património Cultural
- Gastronomia: Cozido à portuguesa, frango de churrasco e leitão à Vilamar.
- Artesanato: Mantas de retalhos, Rendas, bordados e cestaria em vime.
- Património cultural e edificado: Igreja Paroquial de Vilamar e do Corticeiro de Cima, Escola de Ensino Básico 1, Lagoa da Torre (espaço de lazer), Fontanário Largo da Igreja, Fontanário Rua Manuel Cruz Junior, Edíficio Sede da Junta de Freguesia, Fonte do Corticeiro de Cima, Alminhas no Val e Fonte do Cabeço Redondo.
- Festas e romarias: MOGAV (mostra de Ourivesaria, Gastronomia e Artesanato de Vilamar) Bienal, Aromas D'Ouro - em Junho (Gastronomia, Animação e Feira de Antiguidades, Velharias e Colecionismo) Bienal em tempos opostos à MOGAV, Festa de São Pedro - 26 de junho, Festa de São Tomé - 3 e 4 de julho (Missa Solene e procissão), Festas de São Sebastião no Corticeiro de Cima 2º domingo de agosto) e a Festa das Vindimas - Último fim-de-semana de agosto
- Padroeiro: São Tomé em Vilamar e Nossa Senhora dos Remédios no Corticeiro de Cima.

## Atividade Económica
Embora domograficamente haja uma mudança na freguesia, a atividade económica ainda continua sendo primária, como seja, a agricultura. Existem ainda os pequenos comércios. A indústria tem tido algum crescimento, destacando-se a de eletrodomésticos, que muito contribui para a emprego local. Um dos esteios económicos é a manufatura de objetos de ouro e relojoaria, que proporcionam um comércio importantíssimo para a região. Uma das terras mais conhecidas no mundo da ourivesaria portuguesa desde meados do século XIX é Vilamar, que tem na sua população um enorme reservatório de artífices que trabalham os metais preciosos. Ainda há quem se dedique à ourivesaria e relojoaria, outrora profissão de muitos em toda a freguesia e de onde partiram pelo país fora como ourives ambulantes. Os "célebres malas-verdes, …que, mais tarde, dariam origem às orgulhosas ourivesarias de hoje, espalhadas por todo o país, África e até Brasil - que, já hoje, não são só o orgulho da localidade, mas sim do Concelho de Cantanhede e dos concelhos vizinhos, Mira e Anadia". ("O Marialva", boletim Informativo de Cantanhede de 1963). Em destaque está a aldeia de Vilamar que conta com um património de pessoas com a excelente arte de trabalhar com as hábeis mãos, sendo que de grande relevância temos por exemplo Libris uma ourivesaria da região.
Além da ourivesaria (comércio,fabrico,concertos) e relojoaria, existe e mercado de eletrodomésticos, comércio a retalho (móveis, supermercado, florista, pastelaria, cafés, etc) e a artesanato local. Não menos importantes são a arte de trabalhar as rendas, os bordados e a cestaria em vime.
A freguesia é atravessada pela vala Velha que tem água quase todo o ano. Outrora alimentou os moinhos a que o povo chamava azenhas. Existe uma logoa de água denominada Lagoa da Torre, nascente da vala Velha e várias fontes. A freguesia é servida por uma rede de água e de esgotos, parte dos serviços municipalizados de Cantanhede.
Tanto a sede de freguesia como o Corticeiro de Cima possui um grupo e Centro Sócio-Caritativo, com lar para a terceira idade. A norte de Vilamar encontra-se o centro desportivo e campo de futebol, como também a sul do Corticeiro de Cima. Além de uma Associação Desportiva em Vilamar, no segundo centro da freguesia existe um importante grupo Etnográfico.
A agricultura é também uma das ocupações principais das suas gentes. A terra, úbere, permite o cultivo abundante de cereais, legumes, hortaliças e vinho.
Na sede da freguesia existem os Serviços dos CTT, um Banco, Agência Seguros, Farmácia e uma Extensão de Saúde.